# 大曲駒村

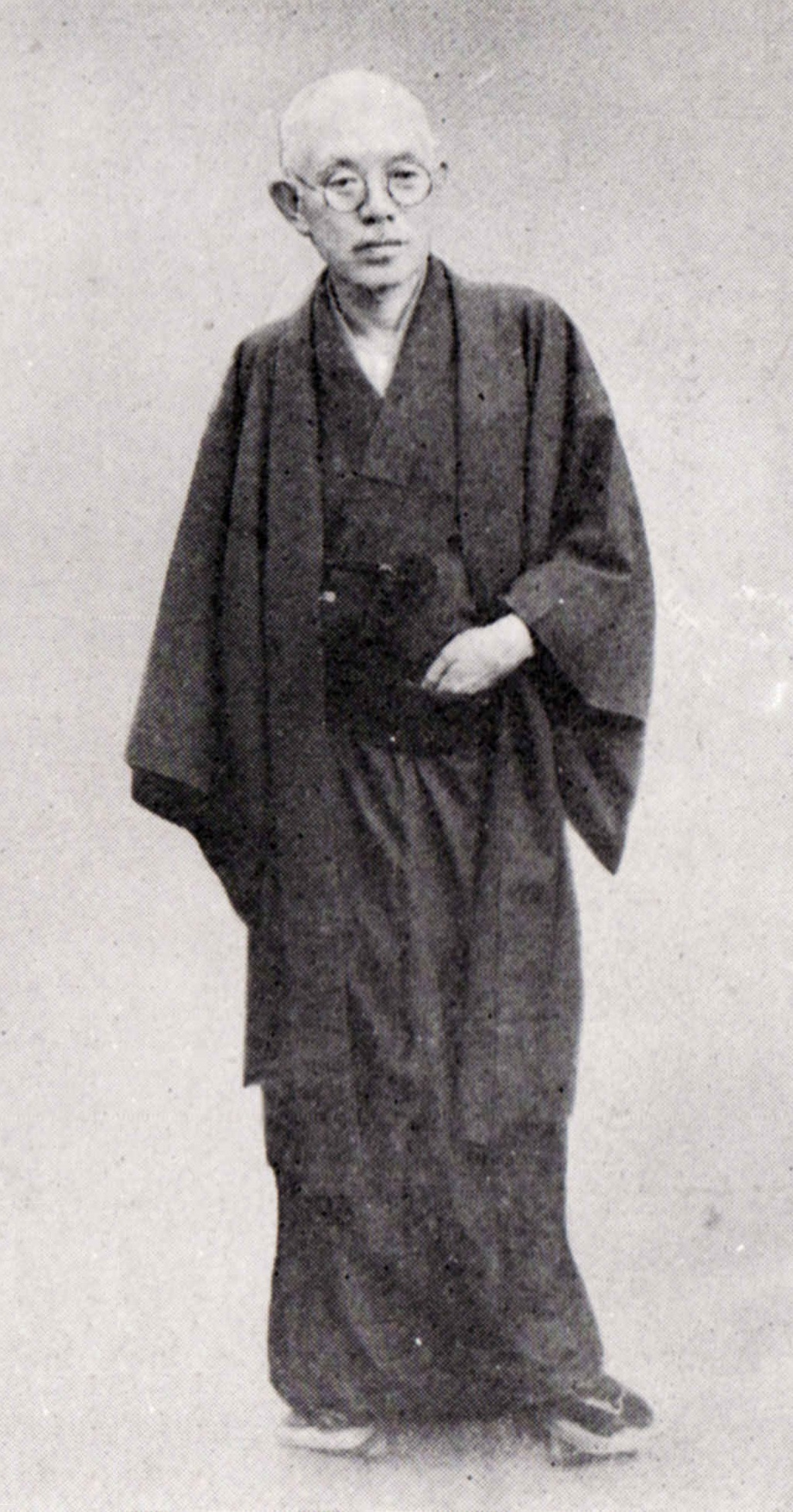
駒村　昭和17年5月

大曲 駒村（おおまがり くそん、1882年10月8日 - 1943年3月24日）は、日本の美術評論家、川柳研究家。本名・省三。

## 略伝
福島県相馬郡小高町（現・南相馬市）に生まれる。1892年、小高小学校を卒業し、福島県尋常中学校（現福島県立安積高等学校）へ入学するも病気退学。1900年、小高銀行に就職。1901年、友人の鈴木余生と「渋茶会」を結成し、俳句を始める。1906年、余生が死ぬと新たに「浮舟会」を結成した。駒村は小高俳壇草創期のリーダーであった。1911年、福島県に関連する句を選び出した『雙巌集』を刊行。
1917年、小高銀行が倒産して失職する。後に山八銀行仙台支店に勤務し、福島支店長代理、営業部長に転じる。この頃、自選句集『枯檜庵句集』を刊行。1921年上京して安田銀行浅草支店長に就くが、1923年関東大震災に遭遇する。当時の惨状をルポルタージュ『東京灰燼記』として刊行した。のち安田貯蓄銀行田島町支店主任から大崎支店長となる。1926年2月に辞職後、『浮世絵志』を主宰。同年『誹風末摘花通解』を刊行し、古川柳を研究する。1939年、『川柳辞典』第1巻を配本する。
1943年、脳溢血のため死去。

## 著書
- 『東京灰燼記』東北印刷出版部 1923 - 『東京灰燼記 関東大震火災』中公文庫（1981）
- 『川柳岡場所考』書物展望社　1938
- 『川柳辞彙』全16巻 川柳辞彙刊行会 1939-
- 『浮世絵類考』校 曲肱書店 1941
- 『川柳大辞典』2巻 編 日文社 1955
- 『定本末摘花通解』富士崎放江共編著 岡田甫増補 書痴往来社 1956-1958
- 『川柳大辞典』編著 高橋書店 1962